# Disa minor
Disa minor là một loài thực vật có hoa trong họ Lan. Loài này được (Sond.) Rchb.f. mô tả khoa học đầu tiên năm 1865.